# Phyllophila wimmerii
Phyllophila wimmerii är en fjärilsart som beskrevs av Treitschke 1835. Phyllophila wimmerii ingår i släktet Phyllophila och familjen nattflyn. Inga underarter finns listade i Catalogue of Life.